# Abchasische Autonome Sozialistische Sowjetrepublik

Flagge der Abchasischen ASSR

Die Abchasische Autonome Sozialistische Sowjetrepublik (Abkürzung AbASSR, russisch Абха́зская Автоно́мная Сове́тская Социалисти́ческая Респу́блика, abchasisch Аҧснытәи Автономтә Советтә Социалисттә Республика/Apsnytwi Awtonomtu Sowettu Sozialisttu Respublika, georgisch აფხაზეთის ავტონომიური საბჭოთა სოციალისტური რესპუბლიკა/Apchasetis Awtonomiuri Sabtschota Sozialisturi Respublika) war eine Autonome Sozialistische Sowjetrepublik innerhalb der zur Sowjetunion gehörenden Georgischen Sozialistischen Sowjetrepublik.

## Geschichte
Die AbASSR wurde 1931 gegründet und bestand bis 1991. Ihre Vorgängerin war die Abchasische Sozialistische Sowjetrepublik. Diese war den anderen Sowjetrepubliken gleichberechtigt, während die AbASSR Teil der Georgischen SSR war. Nach dem Zweiten Weltkrieg lebten etwa 259.000 Menschen in der Republik, davon rund 36.000 in der Hauptstadt Sochumi.

## Sonstiges
Der Asteroid des mittleren Hauptgürtels (2671) Abkhazia ist nach der Abchasischen Autonomen Sozialisten Sowjetrepublik benannt.